# Hüseyin Rahmi Gürpınar
Hüseyin Rahmi Gürpınar (auch Hüseyin Rahmi; * 1864 in Konstantinopel; † 1944 in Istanbul) war ein türkischer Romancier und literarischer Übersetzer.
Der einer Beamtenfamilie entstammende Berufsschriftsteller war zwischen 1936 und 1943 Abgeordneter im türkischen Parlament. Eine Anzahl seiner Romane, die laut Wilperts Lexikon der Weltliteratur „lesenswerte, folkloristische und sprachlich ergiebige Schilderungen des türkischen Lebens am Vorabend einer neuen Epoche“ enthalten, erschien früh in deutscher Sprache, so 1907 Die Erzieherin und Die Geschiedene und 1913 Der liebeskranke Bey.

## Einzelbelege
1. ↑  Gero von Wilpert (Hg.): Lexikon der Weltliteratur. Fremdsprachige Autoren; Band A–K, Kröner 2004, S. 718.